# Mobil

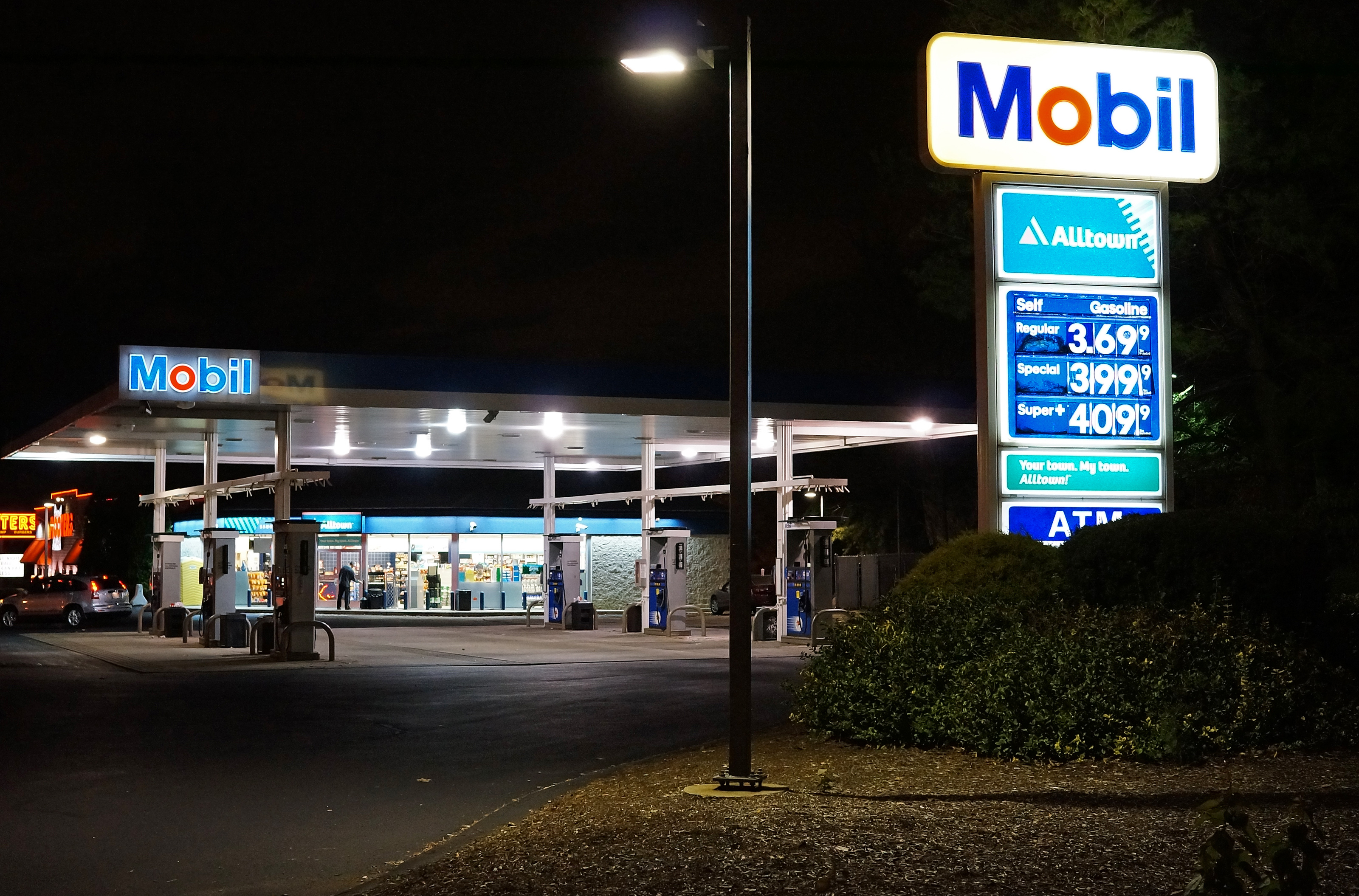
Заправка Mobil Route 1, Согас, штат Массачусетс — нічний вигляд

Mobil, раніше відома як Socony-Vacuum Oil Company — велика американська нафтова компанія, яка об'єдналася з Exxon в 1999 році, щоб сформувати материнську компанію під назвою ExxonMobil. Раніше це була одна із Семи сестер, яка домінувала у світовій нафтовій галузі з середини 1940-х до 1970-х. Сьогодні Mobil продовжує залишатися головним брендом у складі об'єднаної компанії, а також залишається власником мережі автозаправних станцій, що іноді поєднуються із власними магазинами або On the Run. Колишня штаб-квартира Mobil у окрузі Ферфакс, штат Вірджинія, використовувалася як штаб-квартира ExxonMobil до 2015 року, коли ExxonMobil зібрав працівників у новому корпоративному кампусі у Спрінзі, штат Техас.

## Історія
Після антимонопольного розділення компанії Standard Oil в 1911 році була заснована Standard Oil Company в Нью-Йорку, або Socony, разом з 33 іншими компаніями-наступниками.
У 1920 році компанія зареєструвала назву «Mobiloil» як торгову марку.
Генрі Клей Фолгер очолював компанію до 1923 року, коли його наступником став Герберт Л. Пратт.
У 1931 році Socony злився з Vacuum Oil, утворивши Socony-Vacuum.
У 1933 році Socony-Vacuum і Jersey Standard (мали нафтовидобувні і нафтопереробні заводи в Індонезії) об'єднали свої інтереси на Далекому Сході в спільне підприємство, 50-50. Standard-Vacuum Oil Co., або «Stanvac», працювала в 50 країнах, включаючи Нову Зеландію, Китай і регіон Східної Африки, перш ніж вона була розпущена в 1962 році. У 1935 році компанія Socony Vacuum Oil відкрила величезний порт нафтопродуктів в Стейтен-Айленді, який міг переробляти 250 мільйонів галонів нафтопродуктів на рік та міг перевантажувати нафту з океанських танкерів та річкових барж.
У 1955 році Socony-Vacuum було перейменовано в Socony Mobil Oil Company. У 1963 році компанія змінила свою торгову назву з «Mobiloil» на «Mobil», представивши новий логотип (створений нью-йоркською фірмою графічного дизайну Chermayeff & Geismar). На святкування свого 100-річчя у 1966 році «Socony» було вилучено з фірмової назви.
Під час участі Америки у Другій світовій війні, 29 квітня 1942 року, танкер Socony, названий Mobiloil, був потоплений німецьким підводним човном (німецький підводний човен U-108 типу IX під командуванням Клауса Шлотца); всі 52 людини вижили після дрейфування в рятувальних шлюпках 86 годин. Socony-Mobil зайняла 86-е місце серед корпорацій США за обсягом контрактів на військове виробництво під час Другої світової війни.

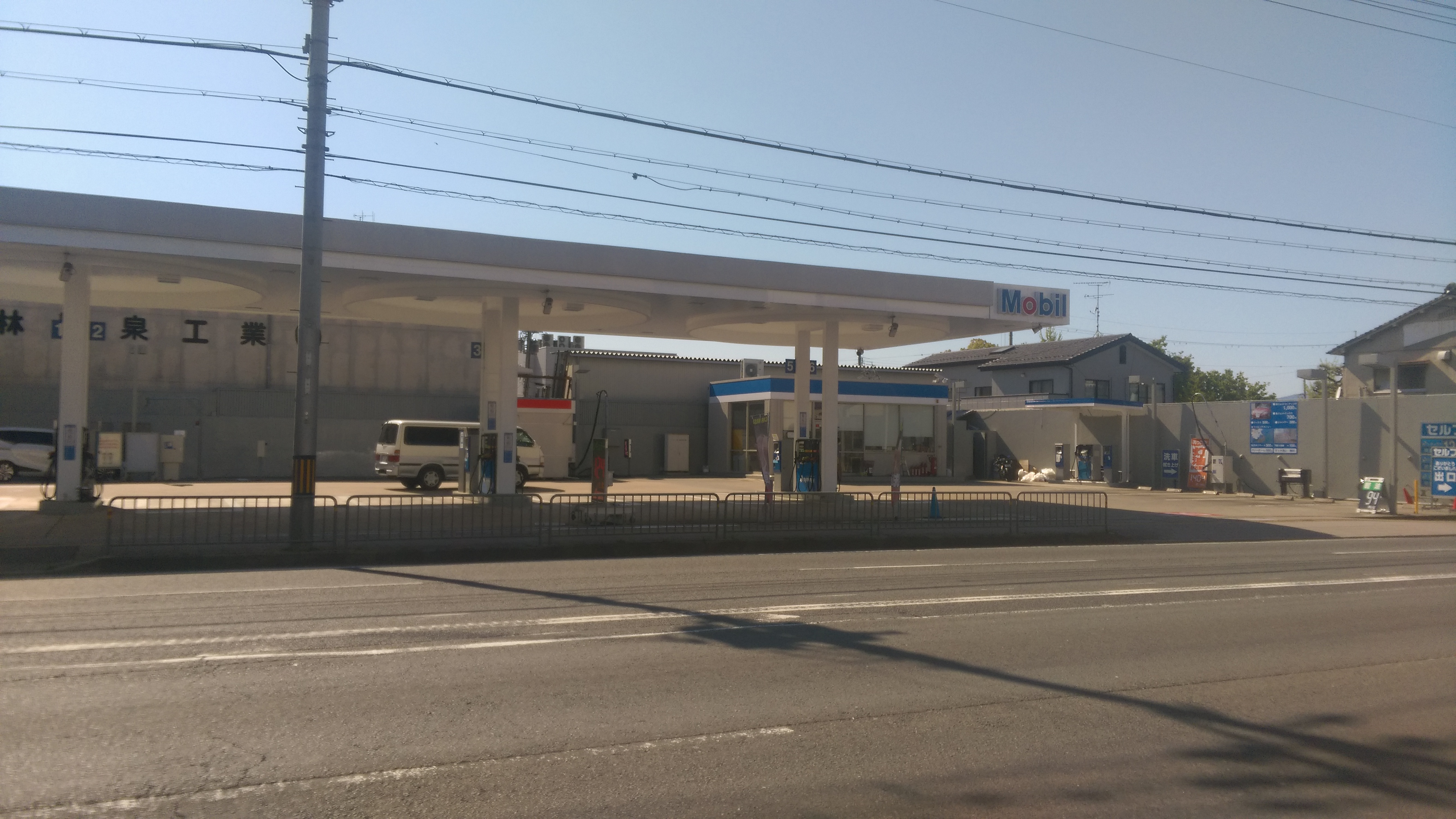
Аавтозаправка Mobil у Кіото (Японія)

Протягом багатьох років компанія Mobil була одним з найбільших продавців бензину та моторних олив у Сполучених Штатах і навіть займала перше місце у 1940-х та 1950-х роках.
Наприкінці 1980-х Mobil продав свої заправні станції в Норвегії, Швеції та Данії компанії Norsk Hydro, яка переробила їх на станції Hydro.
Вільям П. Тавулареас був президентом корпорації Mobil, поки в 1984 році його не змінив Аллен Е. Мюррей.
У 1987 році компанія Mobil перенесла свою штаб-квартиру з 150 East 42nd Street, Нью-Йорк, в округ Ферфакс, штат Вірджинія. Того ж року Mobil продала майже всі свої станції в Західній Пенсільванії (включаючи Піттсбург) компанії Standard Oil of Ohio (яка щойно була повністю придбаний BP) та розірвав франчайзингові контракти з рештою станцій у цьому районі, вилучивши бренд Mobil з цього району на 29 років.
У 1998 році Mobil і Exxon домовилися про злиття для створення ExxonMobil, яке було завершено 30 листопада 1999 року.